# スタン・ヴァン・ガンディ
スタンリー・アラン・ヴァン・ガンディ（Stanley Alan Van Gundy、1959年8月26日 - ）はアメリカ合衆国カリフォルニア州インディオ出身のバスケットボール指導者。NBAのデトロイト・ピストンズなどでヘッドコーチを務めた。ヒューストン・ロケッツの元ヘッドコーチ、ジェフ・ヴァン・ガンディは実弟。

## 経歴

### カレッジ時代
父ビル・ヴァン・ガンディも大学でバスケットボールの指導者をしており、文字通りコーチの家系に育つ。ヴァン・ガンディのコーチとしてのキャリアはバーモント大学で始まり、その後1995年まで各地のカレッジ・大学でコーチを務めた。

### マイアミ・ヒート
1995年、NBAのマイアミ・ヒートのアシスタント・コーチに招かれ、2003年までパット・ライリーを補佐した。2003年、ライリーを引き継ぎ、ヘッドコーチとなり、2005年まで務めた。2004年、2005年といずれもプレーオフ進出を果たし、2004年はルーキーのドウェイン・ウェイドの活躍でカンファレンスセミファイナルまで、進んだが、インディアナ・ペイサーズに惜しくも敗れた。2005年はシャキール・オニールを獲得し、カンファレンスファイナルまで進んだが、デトロイト・ピストンズに敗れた。マイアミ・ヒートでは、112勝73敗（.605）の成績を残した。

### オーランド・マジック
2007年5月にペイサーズからリック・カーライルの後任ヘッドコーチにとオファーを受けたが断り、オーランド・マジックのヘッドコーチに就任した。2007-08シーズンはドワイト・ハワード、ジャミーア・ネルソンコンビの活躍で52勝という好成績でディビジョン優勝を果たし、第3シードでプレーオフに進んだ。1stラウンドでトロント・ラプターズを4-1で下したが、カンファレンスセミファイナルでデトロイト・ピストンズに1-4で敗れた。
2008-09シーズンは、主力の安定した活躍とコートニー・リーの新人らしからぬ働きで、59勝23敗第3シードでレギュラーシーズンを終え、プレーオフに進んだ。フィラデルフィア・セブンティシクサーズ、ボストン・セルティックス、クリーブランド・キャバリアーズを次々と撃破し、14年ぶりのカンファレンス優勝にチームを導いた。しかし、NBAファイナルはパウ・ガソルらの補強で強さをましたロサンゼルス・レイカーズに1勝しただけで敗れた。
2009-10シーズンはビンス・カーターを獲得し、3シーズン連続で50勝以上をあげレギュラーシーズを第2シード獲得で切り抜け、プレーオフに進んだ。シャーロット・ボブキャッツ、アトランタ・ホークスをスイープで退けたが、カンファレンスファイナルで、ボストン・セルティックスに敗れた。
2010-11シーズンは、4年連続50勝以上は上げたが、度重なるトレードの失敗も響きプレーオフは1stラウンドでアトランタ・ホークスに敗れた。
2011-12シーズンはロックアウトや、ハワードのトレード要求などに振り回され、低調な成績に終わり、プレーオフも1stラウンドで敗退し、GMのオーティス・スミスと共に、解任された。
マジックでの通算戦績は、259勝135敗（.657）であった。

### デトロイト・ピストンズ
2014年5月14日、5年、3500万ドルの契約でデトロイト・ピストンズのヘッドコーチ、球団社長への就任が決まり発表された。

### ニューオーリンズ・ペリカンズ
2020年10月21日、ニューオーリンズ・ペリカンズのヘッドコーチとして5年間の契約に合意した。

## 脚註
1. ↑  Stan Van Gundy hired by Pistons as coach, president -- NBA.com
2. ↑  Pistons hire Stan Van Gundy as coach, president -- Yahoo.sports